# Обыкновенные шримсы
Обыкновенные шримсы (лат. Crangon) — род десятиногих раков из семейства Crangonidae инфраотряда настоящих креветок.
Виды рода Crangon встречаются исключительно в северном полушарии, причём большинство видов обитают в северной части Тихого океана. C. septemspinosa — единственный вид в роду, встречающийся в северо-западной части Атлантического океана, в то время как в северо-восточной части Атлантического океана встречаются C. crangon и C. allmani. Однако, за исключением важного в коммерческом отношении вида C. crangon, распространение видов Crangon плохо изучено. Считается, что большее количество видов в Тихом океане указывает на то, что род возник именно там.

## Виды
Род включает следующие виды:
- Crangon affinis De Haan, 1849
- Crangon alaskensis Lockington, 1877
- Crangon alba Holmes, 1900
- Crangon allmani Kinahan, 1860
- Crangon amurensis Bražnikov, 1907
- Crangon capensis Stimpson, 1860
- Crangon cassiope De Man, 1906
- Crangon crangon (Linnaeus, 1758)typus
- Crangon dalli Rathbun, 1902
- Crangon franciscorum Stimpson, 1856
- Crangon hakodatei Rathbun, 1902
- Crangon handi Kuris & Carlton, 1977
- Crangon holmesi Rathbun, 1902
- Crangon lockingtonii Holmes, 1904
- Crangon nigricauda Stimpson, 1856
- Crangon nigromaculata Lockington, 1877
- Crangon propinquus Stimpson, 1860
- Crangon septemspinosa Say, 1818
- Crangon uritai Hayashi & J. N. Kim, 1999

Ещё два вида известны по окаменелостям.